# Muusoctopus pseudonymus
Muusoctopus pseudonymus is een inktvissensoort uit de familie van de Enteroctopodidae. De wetenschappelijke naam van de soort werd voor het eerst geldig gepubliceerd in 1922 door Grimpe als Atlantoctopus pseudonymus.